# 2004 DF77
2004 DF77, também escrito como 2004 DF77, é um objeto transnetuniano que está localizado no Cinturão de Kuiper, uma região do Sistema Solar. Este corpo celeste é classificado como um cubewano. Ele possui uma magnitude absoluta de 7,7 e tem um diâmetro estimado com 127 km.

## Descoberta
2004 DF77 foi descoberto no dia 27 de fevereiro de 2004 pelo astrônomo Marc W. Buie.

## Órbita
A órbita de 2004 DF77 tem uma excentricidade de 0,000 e possui um semieixo maior de 43,386 UA. O seu periélio leva o mesmo a uma distância de 43,386 UA em relação ao Sol e seu afélio a 43,386 UA.